# 平林九兵衛
平林 九兵衛（久兵衞、ひらばやし くへえ、1837年10月8日（天保8年9月9日） - 1909年（明治42年）6月14日）は、日本の政治家。衆議院議員（2期）。

## 経歴
武蔵国荏原郡生まれ。大井村(のち大井町→東京市品川区、現・東京都品川区)戸長、同村会議員、東京府会議員、同常置委員、同郡部会議員となる。また、工芸品共進会審査委員、地方衛生会員、荏原郡徴兵参事員、水産伝習所(のち水産講習所→東京水産大学、現・東京海洋大学)創立委員、日本赤十字社東京府委員となる。
1890年の第1回衆議院議員総選挙において東京12区から立憲自由党公認で立候補したが落選。1892年の第2回衆議院議員総選挙では中央交渉会から立候補して当選した。1894年3月の第3回衆議院議員総選挙では国民協会から立候補したが落選。同年9月の第4回衆議院議員総選挙は不出馬。1898年3月の第5回衆議院議員総選挙では国民協会から立候補して再選した。衆議院議員を2期務め、同年8月の第6回衆議院議員総選挙で帝国党から出馬して落選した。1909年に死去した。